# Лаперсдорф
Лаперсдорф (њем. Lappersdorf) град је у њемачкој савезној држави Баварска. Једно је од 41 општинског средишта округа Регенсбург. Према процјени из 2010. у граду је живјело 13.146 становника. Посједује регионалну шифру (AGS) 9375165.

## Географски и демографски подаци
Лаперсдорф се налази у савезној држави Баварска у округу Регенсбург. Град се налази на надморској висини од 341 метра. Површина општине износи 31,7 km². У самом граду је, према процјени из 2010. године, живјело 13.146 становника. Просјечна густина становништва износи 415 становника/km².